# John Byrum
John Byrum (* 14. März 1947 in Winnetka, Illinois) ist ein US-amerikanischer Regisseur und Drehbuchautor.
Der Junge aus dem Mittelwesten ging nach New York und studierte dort an der Filmschule. Dort konnte Byrum als Assistent von Jim Henson an The Muppets mitwirken. Gleichzeitig verfasste er Scripts für die amerikanische Fassung der Kindersendung Sesamstraße. Er startete seine Filmkarriere 1975 als Autor für den Flop Have a Nice Weekend. Im gleichen Jahr bekam er auch die Chance, als Regisseur zu arbeiten. Für sein Regiedebüt Nahaufnahmen konnte er mit Richard Dreyfuss arbeiten. Der Film Harry and Walter Go to New York von 1976, für den er das Drehbuch nach einer seiner eigenen Geschichten verfasste, war sehr erfolgreich. Bei Heart Beat 1980 fungierte er sowohl als Regisseur als auch als Autor. Die beiden Hauptdarsteller Nick Nolte und Sissy Spacek wurden für ihre Arbeit gelobt. Byrum stattete seine Produktionen sehr üppig aus, doch im Vergleich mit den Originalstücken blieben sie blass. Die Kritiken an seiner Arbeit waren rauer Natur, das Publikum blieb weg. Als 1986 The Whopee Boys ebenso erfolglos blieb, entschied sich Byrum, zum Fernsehen zu gehen.
Seine Fernsehbeiträge waren nicht sehr zahlreich: Nach seinem Debüt 1985 bei der NBC inszenierte Byrum 1991 den Film Mord von oben mit Hunter S. Thompson in der Hauptrolle. Angelegt als Pilotfilm für eine Serie war der Film dennoch nicht sehr erfolgreich. Mit seinem nächsten Projekt kam er aber zumindest bei den Kritikern besser an, auch wenn die Zuschauer 1992 von Middle Ages nicht sonderlich angetan waren. Als Drehbuchautor für Serien war Byrum sehr gefragt. The Watcher von 1995 und besonders der Fernsehfilm Traumpaare – Über Nacht zum Star waren erfolgreiche Serien. Eigentlich war der Fernsehfilm, an dessen Produktion er beteiligt war, schon 1995 mit Gwyneth Paltrow und Brad Pitt geplant. Doch das Paar trennte sich und das Projekt konnte erst 1999 mit Scott Speedman fertiggestellt werden.
Mit seiner zweiten Ehefrau Karin und seinen beiden Kindern lebt John Byrum heute in Connecticut.

## Filmographie (eine Auswahl)
- 1974: Nahaufnahmen (Inserts) – Regie, Drehbuch
- 1975: Mahagoni (Mahogany) – Co-Drehbuch
- 1976: Und morgen wird ein Ding gedreht (Harry and Walter Go to New York) – Drehbuch
- 1980: Heart Beat – Regie, Drehbuch
- 1981: Der Fluch der Sphinx (Sphinx) – Drehbuch
- 1984: Auf Messers Schneide (The Razor’s Edge) – Regie, Drehbuch
- 1986: Die Whoopee Boys (The Whoopee Boys) – Regie
- 1991: Mord von oben (Murder in High Places) – Regie, Drehbuch
- 2000: Traumpaare – Über Nacht zum Star (Duets) – Drehbuch, Produktion